# 파푸아 분쟁
파푸아 분쟁(인도네시아어: Konflik Papua)은 서뉴기니(파푸아)에서 인도네시아와 자유 파푸아 운동(인도네시아어: Organisasi Papua Merdeka, OPM) 사이에 진행 중인 분쟁이다. 1962년 네덜란드령 뉴기니에서 네덜란드 정부가 철수하고 1963년 인도네시아 정부가 출범한 이후 자유 파푸아 운동은 군, 경찰, 민간인을 대상으로 인도네시아인을 상대로 저강도 게릴라전을 벌였다.
파푸아 분리주의자들은 독립을 위한 깃발을 게양하거나 파푸아뉴기니와의 연방을 요구하는 등 시위와 행사를 진행했으며, 인도네시아 정부가 무차별 폭력을 행사하고 표현의 자유를 탄압하고 있다고 비난했다. 인도네시아는 원주민에 대한 대량 학살 캠페인을 벌인 혐의도 받고 있다. 2007년 책에서 저자 드 R. G. 크로콤(De R. G. Crocombe)은 약 100,000~300,000명의 파푸아인이 인도네시아 보안군에 의해 살해되었으며 많은 여성이 강간을 당하거나 기타 성폭력을 당했다고 썼다. 아시아 정의 권리(AJAR)와 함께 파푸아 여성 실무 그룹이 진행한 파푸아 여성에 대한 폭력에 대한 연구에 따르면 2013년, 2017년에 조사된 파푸아 여성 170명 중 64명(또는 10명 중 4명)이 어떤 형태로든 국가 폭력을 경험한 것으로 나타났다. 2019년에 실시된 보다 최근 연구에 따르면 파푸아 여성 249명 중 65명이 그러한 경험을 공유한 것으로 나타났다. UN은 지역 주민 등록에 대한 "충격적인 학대"를 언급하면서 2022년에 어린이 살해, 실종, 고문 및 대규모 인구 이동을 나열하며 "이 지역에 대한 긴급하고 무제한적인 인도주의적 지원"을 촉구했다.
이 지역의 인도네시아 통치는 자유로운 정치적 결사 및 표현의 억압을 포함하는 경찰 국가의 통치와 비교되어 왔다. 그러나 다른 사람들은 파푸아의 갈등이 대신 일부 지역에서 국가 개입이 거의 또는 전혀 없기 때문에 발생한다고 지적했다.
인도네시아 당국은 공식적으로 "안전 및 보안 문제"를 이유로 이 지역에 대한 외국인의 접근을 계속 제한하고 있다. 일부 조직에서는 해당 지역에 평화 유지 임무를 요청했다.

## 같이 보기
- 서파푸아 연합해방운동
- 분리주의
- 부건빌 내전

## 관련 문헌
- Kerry Boyd Collison, "Rockefeller and the Demise of Ibu Pertiwi" ISBN 9781921030987
- Bobby Anderson, "Papua's Insecurity: State Failure in the Indonesian Periphery", East-West Center, Policy Studies 73, 978-0-86638-264-9 (print); 978-0-86638-265-6 (electronic)
- Richard Chauvel, Ikrar Nusa Bhakti, The Papua conflict: Jakarta's perceptions and policies, 2004, ISBN 1-932728-08-2, ISBN 978-1-932728-08-8
- Esther Heidbüchel, The West Papua conflict in Indonesia: actors, issues and approaches, 2007, ISBN 3-937983-10-4, ISBN 978-3-937983-10-3
- J. Budi Hernawan, Papua land of peace: addressing conflict building peace in West Papua, 2005
- King, Blair (2006). 《Peace in Papua: widening a window of opportunity》. Council on Foreign Relations. ISBN 978-0-87609-357-3.
- Osborne, Robin (1985). 《Indonesia's secret war : the guerilla struggle in Irian Jaya》. Sydney: Allen & Unwin. ISBN 978-0-86861519-6.